# Arabis allionii
Arabis allionii är en korsblommig växtart som beskrevs av Dc. Arabis allionii ingår i släktet travar, och familjen korsblommiga växter. Inga underarter finns listade i Catalogue of Life.